# Macrocnema
Macrocnema is een geslacht van zeeanemonen uit de klasse van de Anthozoa (bloemdieren).

## Soort
- Macrocnema nicobarica Carlgren, 1928